# 올드버러

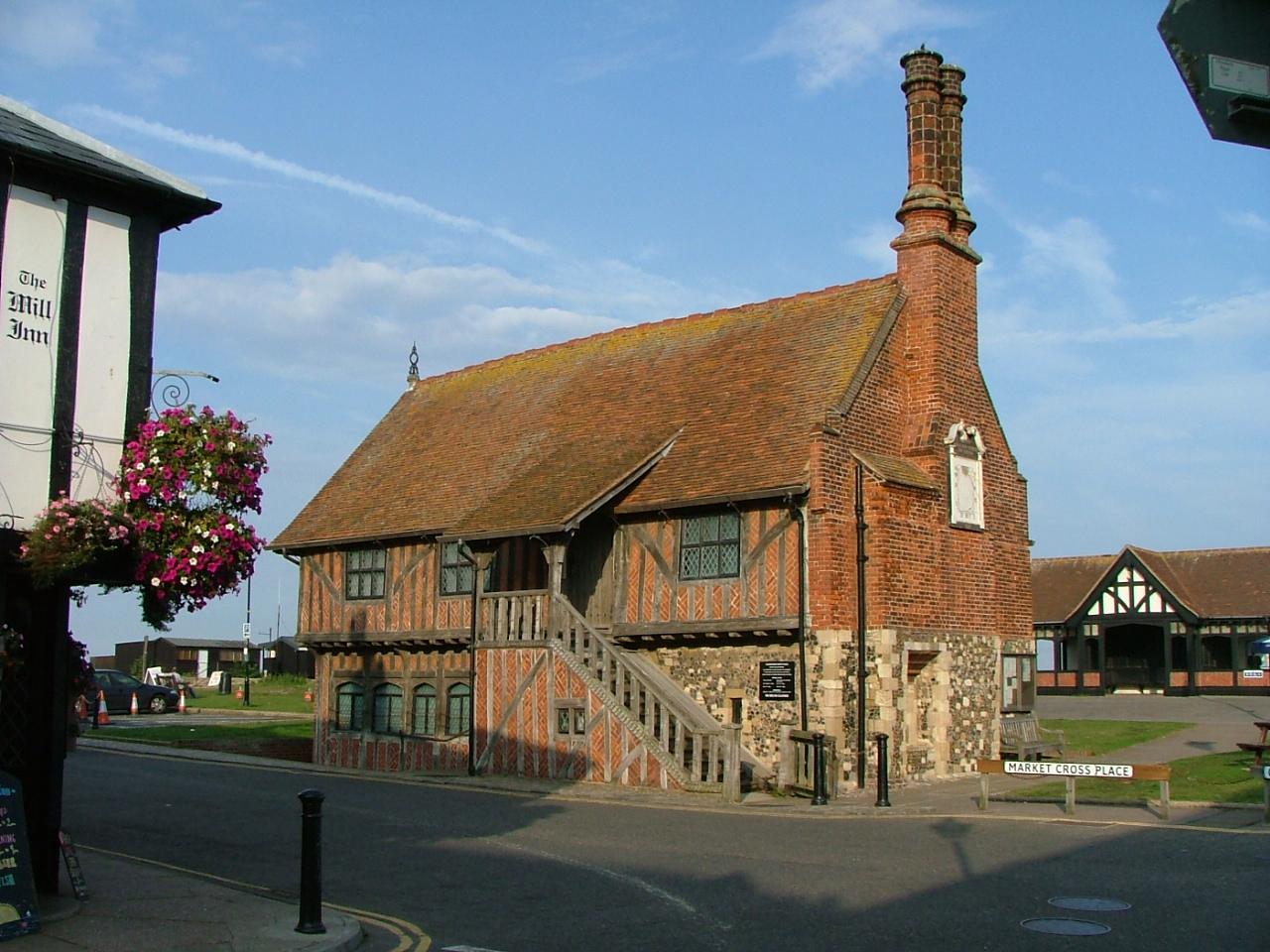
올드버러

올드버러(영어: Aldeburgh)는 잉글랜드 서퍽주에 위치한 도시로 인구는 2,466명(2011년 기준)이다. 북해 연안과 접한다.